# رون روكو
رون روكو (بالإنجليزية: Ron Rocco)‏ هو مصور أمريكي، ولد في 1953 في فورت هود في الولايات المتحدة.